# Proxémie

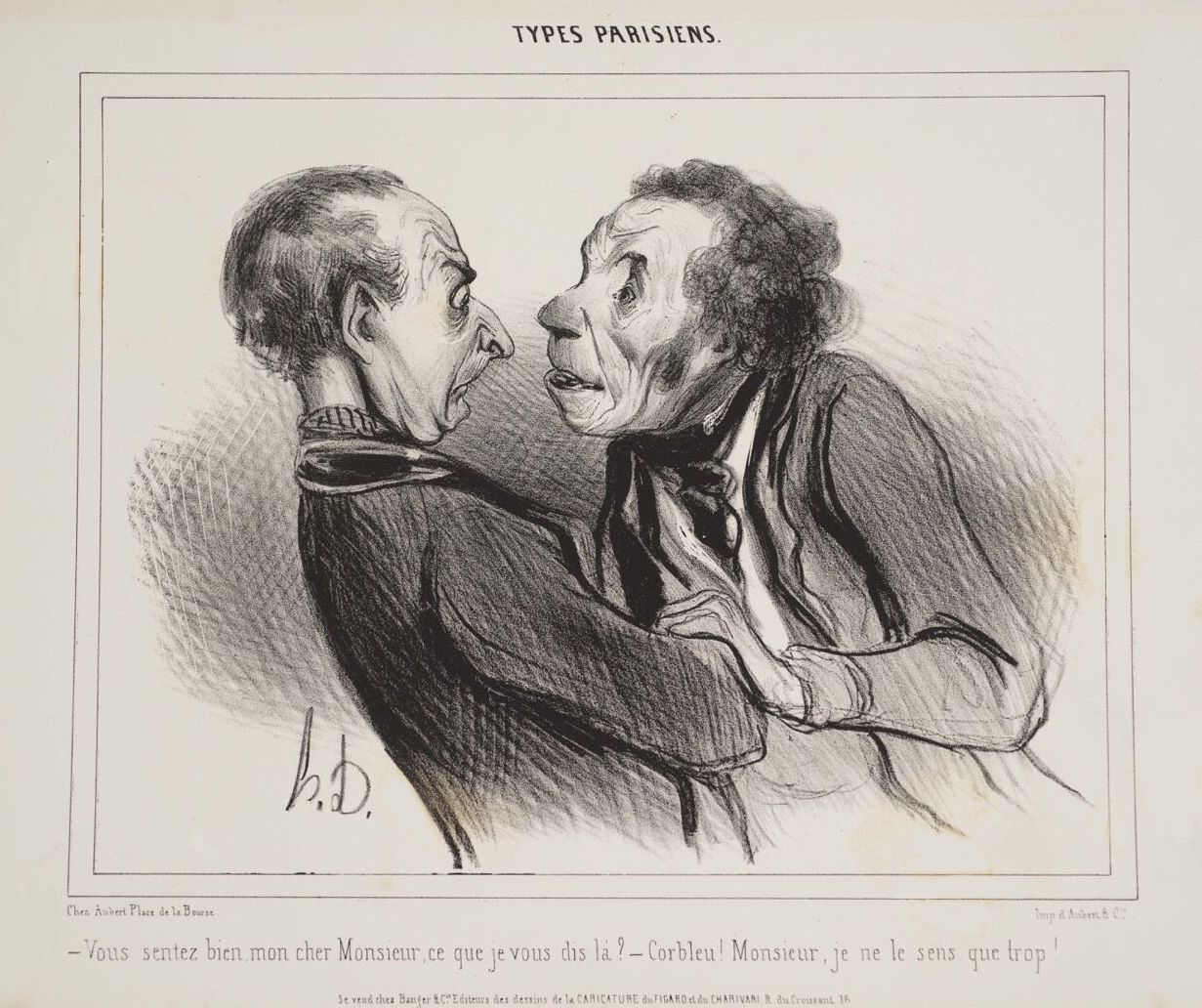
— Vous sentez bien, mon cher Monsieur, ce que je vous dis là ?
— Corbleu ! Monsieur, je ne le sens que trop !
Gravure d'Honoré Daumier publiée dans Le Charivari, 11 octobre 1840.

La proxémie ou proxémique est une approche du rapport personnel, psychologique, social et sociétal à l'espace matériel qui nous entoure, introduite par l'anthropologue américain Edward T. Hall à partir de 1963. Ce néologisme désigne d'après lui « l'ensemble des observations et théories que l'Homme fait de l'espace en tant que produit culturel spécifique ».
L'un des concepts majeurs des relations interpersonnelles est la distance physique qu'acceptent ou souhaitent des personnes en interaction sociale. Hall a remarqué que ces distances varient non seulement selon le contexte et le degré de familiarité, mais aussi selon les cultures considérées. 
Ainsi, dans les pays latins contemporains, les distances entre les corps sont relativement réduites. En Afrique, elles sont souvent si réduites que le contact physique est fréquent. À l'inverse, dans les pays nordiques ou au Japon, les contacts physiques sont plus rares et ces distances plus importantes. Elles varient également selon l'époque et les lieux où l'interaction se déroule, ce qui signifie qu'elles doivent être prises en compte par les architectes et designers. Elles sont par exemple différentes dans des lieux publics comme les ascenseurs ou les transports en commun.

## Un modèle d'organisation anthropologique de l'espace selon Hall

### Espaces à organisations fixe et semi-fixe, espace informel
Les bâtiments construits, mais également leur organisation intérieure lorsqu'elle est déterminée par une certaine culture, sont un exemple-type d'espace à organisation fixe, qui permet par sa stabilité les activités humaines individuelles ou collectives. Les structures en sont à la fois physiques et cachées, intériorisées.
Les espaces à organisations semi-fixes comportent un certain nombre d'éléments pouvant être déplacés, permettant ou non certains usages, et rendant donc ces espaces sociopètes ou sociofuges (favorisant ou non la sociabilité). Enfin, Edward T. Hall appelle espace informel celui qui comprend les distances avec autrui, et qui est en grande partie inconscient et déterminé par la culture ; c'est dans cet espace qu'il observe différentes distances de communication correspondant à différentes situations.

### Distances chez l'humain

Diagramme des sphères proxémiques chez des sujets de la classe moyenne de la côte nord-est du continent américain, d'après Hall.

Edward T. Hall détermina expérimentalement l'existence de quatre distances chez l'humain, le passage de l'une à l'autre étant marqué par des modifications sensorielles : ce sont les distances intime, personnelle, sociale et publique. Chacune des distances comporte deux modes, le proche et le lointain. L'étude proxémique conduite par Edward T. Hall chez des sujets de la classe moyenne de la côte nord-est du continent américain permit de mesurer les distances physiques correspondant à ces distances proxémiques :
- distance intime : moins de 40 cm (mode proche : moins de 15 cm, mode éloigné : de 15 cm à 40 cm) ;
- distance personnelle : de 45 cm à 125 cm (mode proche : de 45 cm à 75 cm, mode éloigné : de 75 cm à 125 cm) ;
- distance sociale : de 120 cm à 360 cm (mode proche : de 120 cm à 210 cm, mode éloigné : de 210 cm à 360 cm) ;
- distance publique : au-delà de 360 cm (mode proche : de 360 cm à 750 cm, mode éloigné : au-delà de 750 cm).

Ces distances sont différentes selon les personnes mais aussi selon les cultures, à l'instar de leur approche de l'espace, ce qui permet d'en comparer les proxémies.

### Comportement
La distance n'est pas le seul marqueur de la communication étudié par l'approche proxémique. L'interaction visuelle, la direction du souffle, de micro-mouvements des mains peuvent également avoir une signification non consciente différente selon les cultures. La façon d'organiser l'espace, en particulier les domiciles, est en relation avec ces différences culturelles.

## Usage

### Architecture et urbanisme
Hall défend l'idée que la morphologie urbaine se forme inconsciemment en fonction de la perception inconsciente de l'espace mais aussi du temps, et que ces perceptions diffèrent fortement selon les cultures et les époques. D'après lui, elles sont corrélées à la structuration du langage, ce qui pourrait expliquer qu'elles se maintiennent sur plusieurs générations même avec un changement radical d'environnement (comme dans le cas de l'immigration). 
L'inadaptation de certaines structures urbaines et architecturales à certains groupes sociaux serait l'une des raisons principales des troubles sociaux urbains. 
Les troubles du spectre autistique (TSA) et le syndrome de Williams incluent, de manière inverse, des troubles de la proxémie, que les architectes sont invités à prendre en compte, notamment lorsqu'ils construisent pour un public d'autistes ou comprenant des autistes pour qui toute entrée dans l'espace inter-personnel peut être vécu comme un viol de l'espace intime et une menace personnelle. Les autistes ont souvent besoin de plus d'espace entre eux et d'autres humains (Humphreys, 2005),.

### Information et communication
En France, cette approche anthropologique a été investie dans le champ des sciences de l'information et de la communication par Abraham Moles et Elisabeth Rohmer, notamment dans un livre intitulé Psychologie de l'espace.